# Liste der Baudenkmäler in Großostheim
Auf dieser Seite sind die Baudenkmäler in dem unterfränkischen Markt Großostheim zusammengestellt. Diese Tabelle ist eine Teilliste der Liste der Baudenkmäler in Bayern. Grundlage ist die Bayerische Denkmalliste, die auf Basis des Bayerischen Denkmalschutzgesetzes vom 1. Oktober 1973 erstmals erstellt wurde und seither durch das Bayerische Landesamt für Denkmalpflege geführt wird. Die folgenden Angaben ersetzen nicht die rechtsverbindliche Auskunft der Denkmalschutzbehörde.
 Diese Liste gibt den Fortschreibungsstand vom 15. April 2020 wieder und enthält 140 Baudenkmäler.

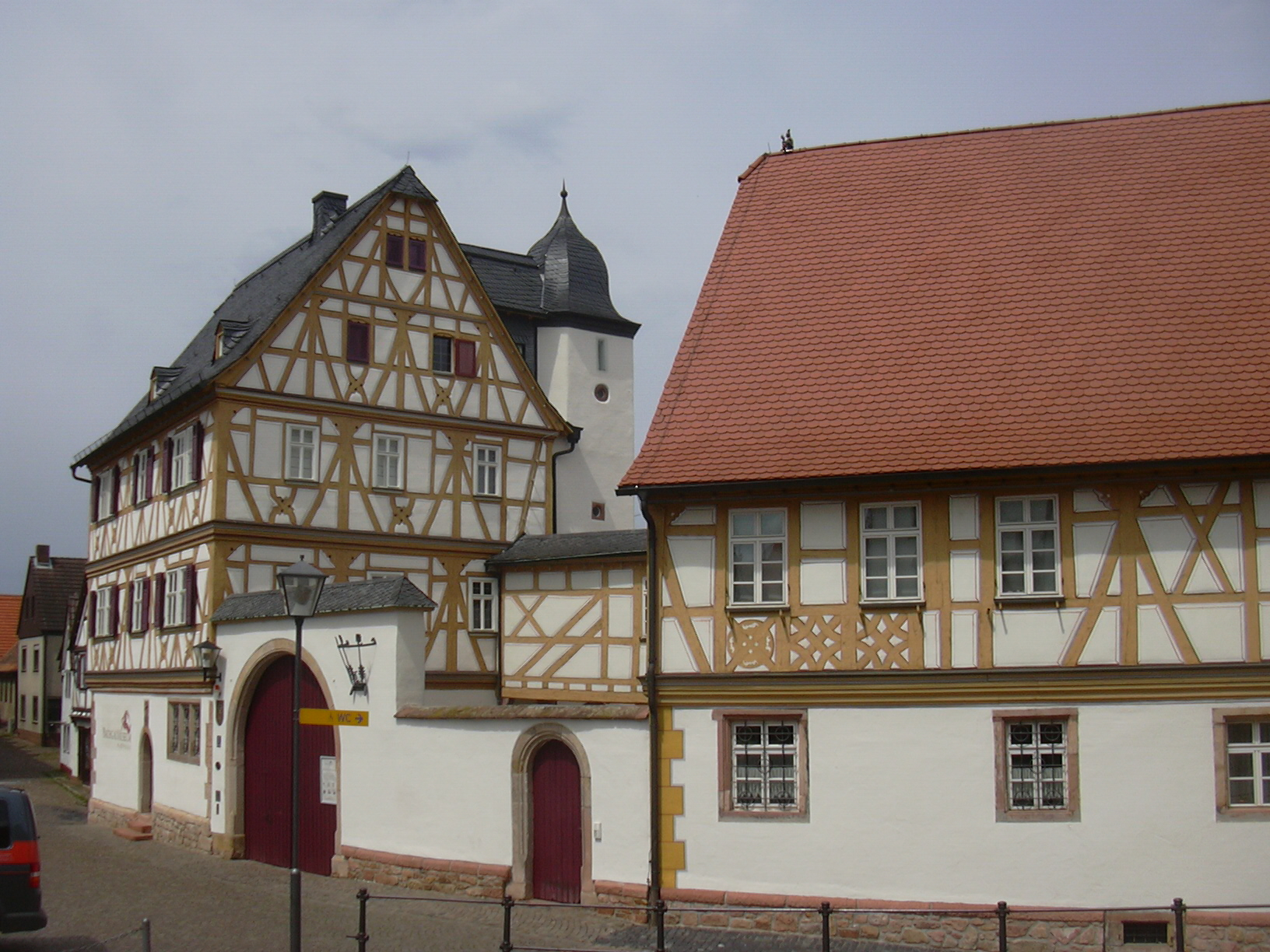
Bachgau Museum im Nöthigsgut, Großostheim

## Ensembles

### Ensemble Marktplatz Großostheim

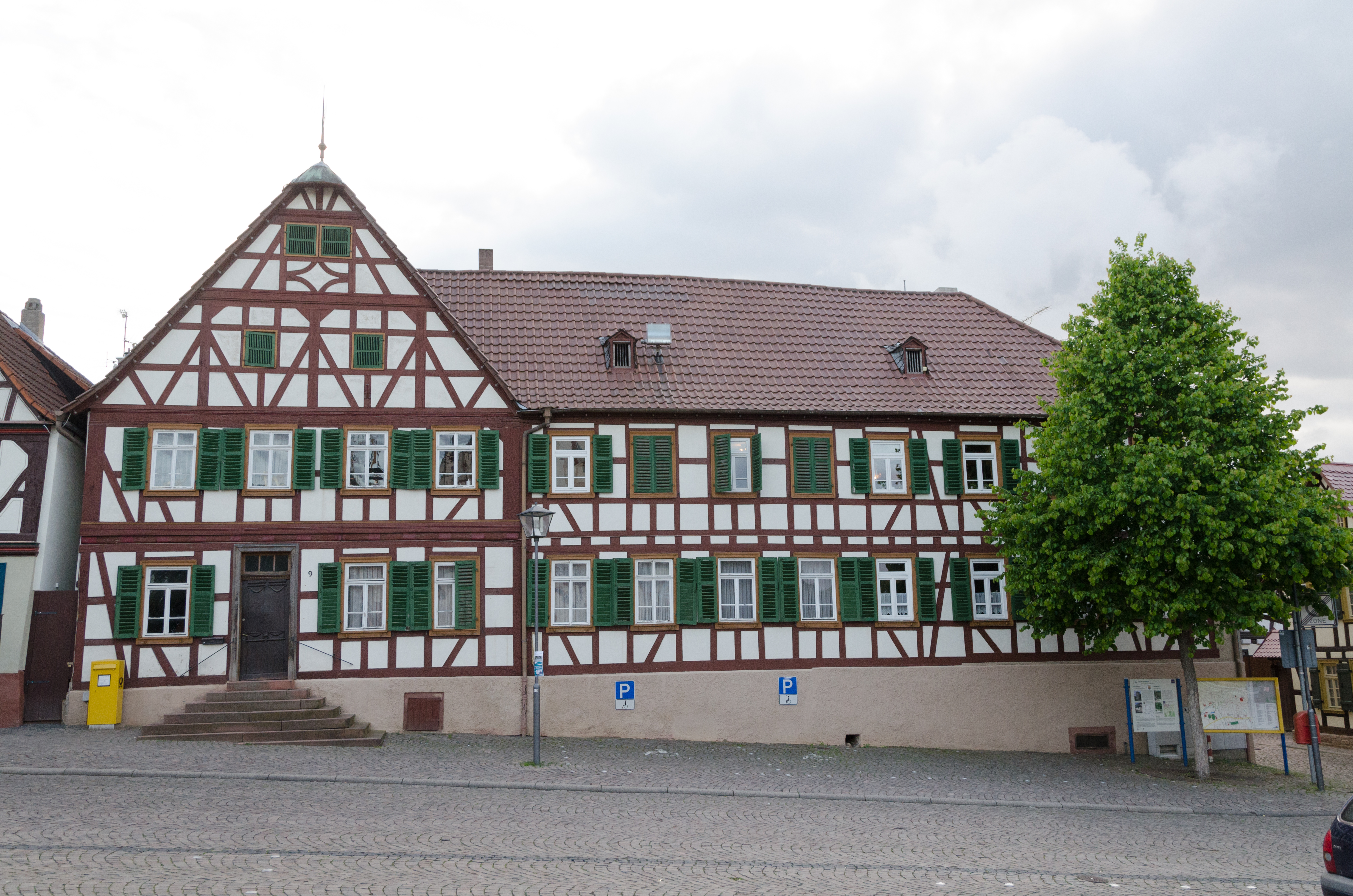
Fachwerkgiebelhaus am Großostheimer Marktplatz

Innerhalb des weitläufigen, im Spätmittelalter ummauerten, dörflich strukturierten Marktortes stellt der dezentrisch und leicht erhöht gelegene Marktplatz (Lage) den Siedlungskern Großostheims dar. Die burgartig um einen Binnenhof gruppierte Anlage des Nöthighofes und die ehemals mit dem Martinspatrozinium versehene Pfarrkirche, die den Platz an zwei Seiten begrenzen, lassen vermuten, dass sich hier ein früher Verwaltungsmittelpunkt befand; möglicherweise bezeichnet der Marktplatz die Lage eines fränkischen Königshofes. Der rechteckige, weite Platzraum wird auf den beiden anderen Seiten durch Hofanlagen begrenzt, deren Wohnhäuser aus dem späten 16., dem 17. und dem 18. Jahrhundert stammen. Die den Bauten des Nöthighofs antwortende Häuserzeile, die sich Am Kirchberg fortsetzt, zeigt ein geschlossenes Bild fränkischer Bauernhofreihung. Die Bauten sind durchweg in Fachwerkbauweise errichtet. Aktennummer: E-6-71-122-1.

## Marktbefestigung
Es sind Reste der 15./16. Jahrhundert stammenden Ortsmauer in unregelmäßigem Quaderwerk erhalten:
- an der Westecke eine schmale spitzbogige Tür, sog. Mühlpforte
- auf der Südseite beim Friedhof Mauerabschnitt mit schlitzartigen Schießscharten

Von den ehemals vier Toren und Türmen sind erhalten:
- der sogenannte Stumpfe Turm an der Südwestecke des ehemaligen Berings, mit Portal bezeichnet 1606
- der sogenannte Spitze Turm am Pflaumheimer Tor im Westen des ehemaligen Berings
- der sogenannte Hexenturm im Osten des ehemaligen Berings

Aktennummer: D-6-71-122-2.

| Lage                             | Objekt                                           | Beschreibung                                               | Akten-Nr.             | Bild           |
| -------------------------------- | ------------------------------------------------ | ---------------------------------------------------------- | --------------------- | -------------- |
| Grabenstraße 13 (Standort)       | Pflaumheimer Tor                                 | Spitzer Turm, runder Befestigungsturm, 15./16. Jahrhundert | D-6-71-122-2 Wikidata | weitere Bilder |
| Grabenstraße 20 (Standort)       | Befestigungsturm, sogenannter Stumpfer Turm      | 15./16. Jahrhundert Dabei Portal, bezeichnet „1606“        | D-6-71-122-2 Wikidata | weitere Bilder |
| Grabenstraße 103, 105 (Standort) | Hexenturm, Befestigungsturm                      | 15./16. Jahrhundert, zum Teil in Nachbarhaus eingebaut     | D-6-71-122-2 Wikidata | weitere Bilder |
| Grabenstraße 45 (Standort)       | Reste der Marktbefestigung, ehemalige Mühlpforte | 15./16. Jahrhundert                                        | D-6-71-122-2 Wikidata | BW             |

## Baudenkmäler nach Ortsteilen

### Großostheim
| Lage                                                                                              | Objekt | Beschreibung | Akten-Nr.               | Bild                                                  |
| ------------------------------------------------------------------------------------------------- | --- | --- | ----------------------- | ----------------------------------------------------- |
| Am Kirchberg 2 (Standort)                                                                         | Ackerbürgerhaus | Zweigeschossiger giebelständiger Satteldachbau mit Fachwerkobergeschoss, 1708; vgl. Ensemble Marktplatz | D-6-71-122-3 Wikidata   | weitere Bilder                                        |
| Am Kirchberg 2 (Standort)                                                                         | Hoftor | Rundbogig, mit Fußgängerpforte; vgl. Ensemble Marktplatz | D-6-71-122-3 zugehörig  | weitere Bilder                                        |
| Am Kirchberg 4 (Standort)                                                                         | Hofanlage, Wohnhaus | Zweigeschossiger giebelständiger Satteldachbau mit Fachwerkobergeschoss, 1618 | D-6-71-122-4 Wikidata   | weitere Bilder                                        |
| Am Kirchberg 4 (Standort)                                                                         | Hofanlage, Hofportal und Fußgängerpforte                                                                                 | Durch traufständigen Fachwerküberbau | D-6-71-122-4 zugehörig  | weitere Bilder                                        |
| Am Kirchberg 6 (Standort)                                                                         | Hofanlage, Wohnhaus | Zweigeschossiger traufständiger Satteldachbau, 19. Jahrhundert; vgl. Ensemble Marktplatz | D-6-71-122-5 Wikidata   | weitere Bilder                                        |
| Am Kirchberg 6 (Standort)                                                                         | Hofanlage, Hofportal | Rundbogig mit Fußgängerpforte, bezeichnet „1591“; vgl. Ensemble Marktplatz | D-6-71-122-5 zugehörig  | weitere Bilder                                        |
| Am Kirchberg 8 (Standort)                                                                         | Hofanlage, Wohnhaus | Zweigeschossiger giebelständiger Satteldachbau mit Fachwerkobergeschoss; vgl. Ensemble Marktplatz | D-6-71-122-6 Wikidata   | weitere Bilder                                        |
| Am Kirchberg 8 (Standort)                                                                         | Hofanlage, Hofportal | Rundbogig mit Fußgängerpforte, bezeichnet „1716“; vgl. Ensemble Marktplatz | D-6-71-122-6 zugehörig  | weitere Bilder                                        |
| Am Kirchberg 10 (Standort)                                                                        | Hoftor, ehemaliges Bogentor                                                                                              | Sandstein, bezeichnet „1591“ | D-6-71-122-7 Wikidata   | Hoftor, ehemaliges Bogentor                           |
| Am Kirchberg 10 (Standort)                                                                        | Pforte | Bezeichnet „1865“ | D-6-71-122-7 zugehörig  | weitere Bilder                                        |
| Babenhäuser Straße; Stockstädter Straße (Standort)                                                | Stundenstein (Kilometerstein)                                                                                            | Vierkantschaft aus Rotsandstein mit Inschrift, 1. Hälfte 18. Jahrhundert, 2003 versetzt | D-6-71-122-165          | BW                                                    |
| Babenhäuser Straße; Ecke Stockstädter Straße (Standort)                                           | Kapelle St. Wolfgang | Kleiner Satteldachbau, 1726 (1972 versetzt, alte Bausubstanz verwendet) | D-6-71-122-8 Wikidata   | Kapelle St. Wolfgang                                  |
| Babenhäuser Straße; neben der Kapelle (Standort)                                                  | Bildstock | Runder Schaft mit vierseitigem Aufsatz, darauf Kreuzigungsreliefs, Giebelchen, 17. Jahrhundert | D-6-71-122-9 Wikidata   | Bildstock                                             |
| Bachstraße (Standort)                                                                             | Standbild St. Johannes von Nepomuk                                                                                       | Rotsandstein, 18. Jahrhundert | D-6-71-122-25 Wikidata  | weitere Bilder                                        |
| Bahnhofstraße 19 (Standort)                                                                       | Wohnhaus | Zweigeschossiger giebelständiger Satteldachbau mit skulptierten Kragsteinen, zweite Hälfte 19. Jahrhundert | D-6-71-122-10 Wikidata  | Wohnhaus                                              |
| Bachstraße 39 (Standort)                                                                          | Wohnhaus | Zweigeschossiger giebelständiger Satteldachbau mit Fachwerkobergeschoss, 16./17. Jh. | D-6-71-122-149 Wikidata | Wohnhaus                                              |
| Bartholomäusweg; bei Parkfriedhof, Bartholomäusweg 40, Feldabteilung An der Reiterkant (Standort) | Bildstock der Familie Frey                                                                                               | Gefaster Schaft mit vierseitigem Aufsatz und geschwungenen Giebelchen, roter Buntsandstein. Er hat eine teils vier- teils achteckige Säule, der Aufsatz nach oben in Kielbogen verlaufend, auf einer Seite Christus am Kreuz, auf zwei weiteren Seiten das blanke Kreuz, auf der Südseite die Zahl 1816. Der Bildstock wurde im Jahre 1816 von Josef Frey zu seiner Hochzeit mit Martha Ritter aufgestellt. Somit handelt es sich um ein sogenanntes Votivkreuz. | D-6-71-122-103 Wikidata | Bildstock der Familie Frey                            |
| Bartholomäusweg 51 (Standort)                                                                     | Bildstock | | D-6-71-122-105 Wikidata | BW                                                    |
| Bartholomäusweg 51 (Standort)                                                                     | Bildstock | Auf rundem Schaft vierseitiger Kreuzdachaufsatz mit Reliefs, Sandstein, Mitte 18. Jh, Schaft erneuert | D-6-71-122-104 Wikidata | Bildstock                                             |
| Beinegasse 3; Nähe Beinegasse (Standort)                                                          | Ackerbürgerhaus | zweigeschossiger giebelständiger Fachwerkbau mit Krüppelwalmdach auf hohem Sockel, Erdgeschoss teilweise massiv, bezeichnet 1628, Dachtragwerk 1717/18 (dendro.dat.), in der Diele des Erdgeschosses gemauerter Futterkessel, spätes 19. Jahrhundert; Nebengebäude mit Hofdurchfahrt, 1808/09 (dendro.dat.); im Bereich der abgegangenen Scheune zwei miteinander verbundene tonnengewölbte Keller, wohl 16./17. Jahrhundert; Einfriedungsmauer, 19. Jahrhundert | D-6-71-122-166          | BW                                                    |
| Bingfeld (Standort)                                                                               | Bildstock | Auf kreuzförmigem Postament gefaster Pfeiler und ein vierseitiger Kreuzdachaufsatz mit Nischen, einer reliefierten Kruzifixdarstellung und bekrönendem Kreuz, Sandstein, 19. Jh., Pfeiler 2000 erneuert | D-6-71-122-92           | Bildstock                                             |
| Breite Straße 2 (Standort)                                                                        | Ackerbürgerhaus | Zweigeschossiges Fachwerkgiebelhaus mit Satteldach, Giebel zum Markt gerichtet, 18. Jahrhunderts | D-6-71-122-12 Wikidata  | weitere Bilder                                        |
| Breite Straße 2 (Standort)                                                                        | Großes Durchbruchstor | In der Bauweise eines Hallentores | D-6-71-122-12 Wikidata  | BW                                                    |
| Breite Straße 4 (Standort)                                                                        | Ackerbürgerhaus | Zweigeschossiger giebelständiger Satteldachbau mit kleinem Schopfwalm und verputztem Fachwerkobergeschoss, 17./18. Jahrhundert Hoftor | D-6-71-122-13 Wikidata  | weitere Bilder                                        |
| Breite Straße 5 (Standort)                                                                        | Wohn- und Gasthaus | Zweigeschossiges Fachwerkgiebelhaus mit Satteldach, Zierfachwerk, frühes 18. Jahrhundert | D-6-71-122-148 Wikidata | weitere Bilder                                        |
| Breite Straße 6 (Standort)                                                                        | Hoftor | Sandsteinbogentor mit separater Pforte, gefast mit Radabweisern, Fratze auf Schlussstein, bezeichnet „1716“ | D-6-71-122-14 Wikidata  | weitere Bilder                                        |
| Breite Straße 9 (Standort)                                                                        | Ackerbürgerhaus | Zweigeschossiges giebelständiges Fachwerkgiebelhaus mit Hoftor, bezeichnet „1748“ | D-6-71-122-15 Wikidata  | weitere Bilder                                        |
| Breite Straße 20 (Standort)                                                                       | Hoftor | Mit zwei verzierten Sandsteinpfosten mit einfachen Kapitellen auf Radabweisern, abgeschlossen mit (erneuertem) Satteldach, 16./17. Jahrhundert | D-6-71-122-16 Wikidata  | weitere Bilder                                        |
| Breite Straße 23 (Standort)                                                                       | Hofanlage | Mit Giebelhäusern, 17. Jahrhundert, 1969 renoviert; nicht nachqualifiziert | D-6-71-122-17 Wikidata  | BW                                                    |
| Breite Straße 24 (Standort)                                                                       | Ackerbürgerhaus | Zweigeschossiger Halbwalmdachbau in Ecklage, Fachwerkobergeschoss Hoftor, 1727 | D-6-71-122-18 Wikidata  | weitere Bilder                                        |
| Breite Straße 25 (Standort)                                                                       | Ackerbürgerhaus | Zweigeschossiges giebelständiges Fachwerkhaus mit polygonalem Erker und überbauter Tordurchfahrt, wohl 17. Jahrhundert | D-6-71-122-19 Wikidata  | weitere Bilder                                        |
| Breite Straße 33 (Standort)                                                                       | Bauernhaus | Zweigeschossiger giebelständiger Satteldachbau mit Fachwerkobergeschoss, 18. Jahrhundert | D-6-71-122-20 Wikidata  | weitere Bilder                                        |
| Breite Straße 33 (Standort)                                                                       | Hoftor | Zwischen Wohnhaus und Hofabschlussmauer | D-6-71-122-20 zugehörig | weitere Bilder                                        |
| Breite Straße 37 (Standort)                                                                       | Ackerbürgerhaus | Zweigeschossiger giebelständiger Satteldachbau mit Fachwerkobergeschoss, 17. Jahrhundert | D-6-71-122-21 Wikidata  | weitere Bilder                                        |
| Breite Straße 37 (Standort)                                                                       | Hofportal | Bezeichnet „1618“ | D-6-71-122-21 zugehörig | weitere Bilder                                        |
| Breite Straße 39 (Standort)                                                                       | Hofportal | In Hofabschlussmauer, Granitbogen mit ausgeprägter Fase und Radabweisern, bezeichnet „1712“ | D-6-71-122-22 Wikidata  | weitere Bilder                                        |
| Breite Straße 41 (Standort)                                                                       | Ackerbürgerhaus | Zweigeschossiges traufständiges Fachwerkhaus mit Satteldach, 19. Jahrhundert | D-6-71-122-23 Wikidata  | weitere Bilder                                        |
| Breite Straße 41 (Standort)                                                                       | Durchbruchtor | Rechteckig, mit separater Rundbogenpforte | D-6-71-122-23 zugehörig | weitere Bilder                                        |
| Breite Straße 44 (Standort)                                                                       | Wohnhaus | Zweigeschossiges Fachwerkhaus in Ecklage | D-6-71-122-24 Wikidata  | weitere Bilder                                        |
| Breite Straße 44 (Standort)                                                                       | Hoftor | Mit separater rundbogiger Pforte, 17./18. Jahrhundert | D-6-71-122-24 zugehörig | weitere Bilder                                        |
| Breite Straße 45 (Standort)                                                                       | Wohnhaus | Zweigeschossiger traufständiger Satteldachbau, Obergeschoss Fachwerk, Tordurchfahrt | D-6-71-122-26 Wikidata  | weitere Bilder                                        |
| Breite Straße 47 (Standort)                                                                       | Bürgerhaus | Zweigeschossiger Mansarddachbau, Fachwerk, mit Rundbogenportal und separater Pforte, bezeichnet „1754“ | D-6-71-122-27 Wikidata  | weitere Bilder                                        |
| Breite Straße 48 (Standort)                                                                       | Ackerbürgerhaus | Zweigeschossiger giebelständiger Satteldachbau mit Klinkerfassade und verschiefertem Fachwerkgiebel, im Kern 17. Jahrhundert, im 19. Jahrhundert erneuert | D-6-71-122-28 Wikidata  | weitere Bilder                                        |
| Breite Straße 48 (Standort)                                                                       | Hoftor | Rundbogig, mit separater Pforte in Hofabschlussmauer, wohl 16. Jahrhundert | D-6-71-122-28 zugehörig | Hoftor                                                |
| Breite Straße 55 (Standort)                                                                       | Hofanlage, Fachwerkhaus                                                                                                  | Zweigeschossig, giebelständig | D-6-71-122-29 Wikidata  | weitere Bilder                                        |
| Breite Straße 55 (Standort)                                                                       | Hofanlage, Auszugshaus                                                                                                   | Zweigeschossig, giebelständig, mit dem Hauptwohnhaus verbunden durch Hofportal, bezeichnet „1708“ | D-6-71-122-29 zugehörig | Hofanlage, Auszugshaus                                |
| Breite Straße 58 (Standort)                                                                       | Rathaus | Zweigeschossiger vielgliedriger Sandsteinquaderbau, Neurenaissance, 1888 | D-6-71-122-30 Wikidata  | weitere Bilder                                        |
| Dellweg 3 (Standort)                                                                              | Bildstock | Runder Schaft mit vierseitigem Aufsatz und Giebelchen, bezeichnet „1609“ | D-6-71-122-95 Wikidata  | Bildstock                                             |
| An der Dellbrücke ()                                                                              | Figur St. Johannes von Nepomuk                                                                                           | 18. Jahrhundert nicht nachqualifiziert, im Bayerischen Denkmal-Atlas nicht kartiert | D-6-71-122-93 Wikidata  |                                                       |
| Fauthstraße 8 (Standort)                                                                          | Hoftor | Mit rechteckigem Tor und saparater Rundbogenpforte, diese bezeichnet „1707“, Sandstein, Fragment | D-6-71-122-31 Wikidata  | weitere Bilder                                        |
| Grabenstraße (Standort)                                                                           | Friedhof, ehemaliger Schießplatz                                                                                         | Mit Grabdenkmälern des 18. und 19. Jahrhunderts, Ummauerung an der Nordseite im Kern identisch mit der Marktbefestigung, 15./16. Jahrhundert (siehe dort) | D-6-71-122-32 Wikidata  | weitere Bilder                                        |
| Grabenstraße (Standort)                                                                           | Friedhof, Tor | Schmiedeeisern, 18. Jahrhundert | D-6-71-122-32 zugehörig | weitere Bilder                                        |
| Grabenstraße (Standort)                                                                           | Friedhof, Wappenstein | Spätgotisch und mittelalterliches Weihwasserbecken | D-6-71-122-32 zugehörig | Friedhof, Wappenstein                                 |
| Grabenstraße 2 (Standort)                                                                         | Hoftor | Rundbogentor, Gewände mit Kehle und Rundstab, Schlussstein Maskaron, Radabweiser, Rundbogenpforte, bezeichnet „1719“ | D-6-71-122-33 Wikidata  | weitere Bilder                                        |
| Grabenstraße 2 (Standort)                                                                         | Bildstockkopf | Eingemauert im Wohnhaus (Jahnstraße) | D-6-71-122-33 zugehörig | weitere Bilder                                        |
| Haarstraße 3 (Standort)                                                                           | Maskaron | Eingemauert im Nebengebäude (Neubau), Sandstein, wohl 17. Jahrhundert | D-6-71-122-42 Wikidata  | Maskaron                                              |
| Haarstraße 10 (Standort)                                                                          | Hofportal | Rundbogiges Tor mit Radabweisern, im Schlussstein Maske und bezeichnet „1741“, rechteckige Pforte | D-6-71-122-43 Wikidata  | Hofportal                                             |
| Haarstraße 13 (Standort)                                                                          | Hoftor | Rechteckig mit separater Rundbogenpforte, im Schlussstein Pietà, (Satteldachkonstruktion fehlt), 17./18. Jahrhundert | D-6-71-122-44 Wikidata  | Hoftor                                                |
| Haarstraße 19 (Standort)                                                                          | Hoftor | Ellipsenbogentor mit Radabweisern und separater Rundbogenpforte, bezeichnet „1755, renov. 1913“ | D-6-71-122-45 Wikidata  | weitere Bilder                                        |
| Haarstraße 21 (Standort)                                                                          | Hoftor | Gefastes Rundbogentor mit Radabweisern und rundbogiger Pforte, bezeichnet „1769“ | D-6-71-122-46 Wikidata  | weitere Bilder                                        |
| Haarstraße 31 (Standort)                                                                          | Bürgerhaus | Zweigeschossiger giebelständiger Krüppelwalmdachbau mit Fachwerkobergeschoss, 17./18. Jahrhundert | D-6-71-122-47 Wikidata  | weitere Bilder                                        |
| Haarstraße 32 (Standort)                                                                          | Kopfrelief | Wohl 16. Jahrhundert Schlussstein, bezeichnet „IOHANES/VND.ADAM/ELBERTH/17+72“ | D-6-71-122-48 Wikidata  | weitere Bilder                                        |
| Haarstraße 40; Ecke Breite Straße (Standort)                                                      | Katholische Kapelle St. Eligius (Drippelkapelle)                                                                         | Kleiner Satteldachbau, spätgotisch, errichtet von Hufschmied Peter Drippel, bezeichnet „1517“, mit Ausstattung | D-6-71-122-38 Wikidata  | weitere Bilder                                        |
| Hungersberg (Standort)                                                                            | Alt-Heilig-Kreuz-Kapelle                                                                                                 | Kleiner Satteldachbau mit spitzbogigem Eingang, spätgotisch | D-6-71-122-85 Wikidata  | weitere Bilder                                        |
| Jahnstraße; Ecke Zieglershohle (Standort)                                                         | Marienkapelle, „Frauhäuschen“                                                                                            | Satteldachbau mit Dachreiter, um 1566; 1892 restauriert | D-6-71-122-50 Wikidata  | weitere Bilder                                        |
| Nähe Jahnstraße; Ecke Masspforte (Standort)                                                       | Kruzifix | Rotsandstein, gestiftet von Nöthig, 1729 | D-6-71-122-49 Wikidata  | Kruzifix                                              |
| Kandelskehre (Standort)                                                                           | Lourdeskapelle mit Lourdes-Grotte                                                                                        | Satteldachbau mit offener Loggia, 1925 von Franz Metz | D-6-71-122-167          | BW                                                    |
| Kanzleistraße 1 (Standort)                                                                        | Ackerbürgerhaus | Zweigeschossiger Fachwerkbau mit Giebel zum Marktplatz, Konsole bezeichnet „1567“ | D-6-71-122-51 Wikidata  | weitere Bilder                                        |
| Kanzleistraße 1 (Standort)                                                                        | Hofportal | Mit Relief des Bauherrn Hock bezeichnet „1592“; vgl. Ensemble Marktplatz | D-6-71-122-51 zugehörig | weitere Bilder                                        |
| Kanzleistraße 2; Marktplatz 1 (Standort)                                                          | Nöthighof, ehemals Patriziersitz für Philipp Schad von Großostheim, heute „Bachgau Museum“                               | Geschlossene unregelmäßige Vierflügelanlage um einen unregelmäßigen Hof, zwei Fachwerk-Wohnbauten mit Treppentürmen, bezeichnet „1571“ und „1624“ sowie „1629“ | D-6-71-122-60 Wikidata  | weitere Bilder                                        |
| Kanzleistraße 2; Marktplatz 1 (Standort)                                                          | Nöthighof, Tor | Rundbogig mit einfachem Renaissanceprofil, bezeichnet „1579“ | D-6-71-122-60 zugehörig | weitere Bilder                                        |
| Kanzleistraße 2; Marktplatz 1 (Standort)                                                          | Nöthighof, Ökonomiegebäude                                                                                               | | D-6-71-122-60 zugehörig | weitere Bilder                                        |
| Kanzleistraße 7 (Standort)                                                                        | Hoftor | Rundbogig mit separater Pforte in Hofabschlussmauer aus Sandstein, 16. Jahrhundert | D-6-71-122-52 Wikidata  | weitere Bilder                                        |
| Kanzleistraße 17 (Standort)                                                                       | Brauereigebäude | Dreigeschossiger breitgelagerter Flachsatteldachbau mit Zinnen, unverputzter Massivbau, bezeichnet „1901“, Architekt P. Reising | D-6-71-122-54 Wikidata  | weitere Bilder                                        |
| Kanzleistraße 19 (Standort)                                                                       | Wohnhaus | Zweigeschossiger Massivbau in Ecklage, spätklassizistisch, Bauperioden von 1837 und 1878 | D-6-71-122-55 Wikidata  | Wohnhaus                                              |
| Katzenlauf (Standort)                                                                             | Zentgrafenbildstock | Gefaster Vierkantschaft mit vierseitigem Aufsatz und Giebeln, bezeichnet „1575“ | D-6-71-122-81 Wikidata  | BW                                                    |
| Nähe Kirchrainstraße (Standort)                                                                   | Pietà | Auf Inschriftensockel mit großem Kreuz, bezeichnet „1735, renov. 1889“, roter Sandstein | D-6-71-122-88 Wikidata  | BW                                                    |
| Krausengrund (Standort)                                                                           | Bildstock | Säule mit Muttergottesfigur und bekrönendem Kruzifix, bezeichnet „1627“ | D-6-71-122-84 Wikidata  | Bildstock                                             |
| Bei Kreuzhohle 4 (Standort)                                                                       | Bildstock | nicht nachqualifiziert, im Bayerischen Denkmal-Atlas nicht kartiert | D-6-71-122-57           | BW                                                    |
| Legesweg 9/13/15/17; Ostring 14 (Standort)                                                        | Forschungsbunker, Geräte- und Düngemittelbaracke, Remise sowie Flugleitbaracke des ehemaligen Kriegsflugplatzes Ringheim | ehemaliger Bunker, Stahlbetonbau mit flacherStahlbetondecke, 1943, modern überbaut; ehem. Geräte- und Düngemittelbaracke sowie ehem. Remise, eingeschossige Walmdachbauten, massiv, teilweise mit Bruchsteinquadermauerwerk, 1936–39; ehemalige Flugleitbaracke, eingeschossiger Satteldachbau, 1936–39, nach 1945 v. a. im Inneren mehrfach verändert | D-6-71-122-164          | BW                                                    |
| Marktgasse 2 (Standort)                                                                           | Wohnhaus | Zweigeschossiges giebelständiges Fachwerkgebäude mit Satteldach auf massivem Bruchsteinsockel, 16./17. Jh | D-6-71-122-59 Wikidata  | weitere Bilder                                        |
| Marktplatz (Standort)                                                                             | Kriegerdenkmal für die Gefallenen des Ersten Weltkriegs                                                                  | Zentraler Sandsteinpfeiler mit Adler und Inschriftentafeln, 1939 von Otto Gentil | D-6-71-122-69 Wikidata  | BW                                                    |
| Marktplatz (Standort)                                                                             | Brunnen | 1549 und 1607 renovatum nicht nachqualifiziert, im Bayerischen Denkmal-Atlas nicht kartiert | D-6-71-122-68 Wikidata  | BW                                                    |
| Marktplatz 2 (Standort)                                                                           | Wohnhaus | Zweigeschossiger traufständiger Satteldachbau, klassizistisch, bezeichnet „1822“ | D-6-71-122-61 Wikidata  | BW                                                    |
| Marktplatz 3 (Standort)                                                                           | Katholische Pfarrkirche St. Petrus und Paulus                                                                            | Von Vorgängerbau erhalten fast quadratischer Chor und Westturm aus dem dritten Viertel des 13. Jahrhunderts, an der Nordseite des Chores Sakristei von 1446, Seitenschiffe und Pfeilerarkaden letztes Viertel 15. Jahrhundert, Oberbau des Mittelschiffs und Emporen 1771, Westteile beiderseits des Turmes 1918, erweitert 1935; mit Ausstattung | D-6-71-122-62 Wikidata  | weitere Bilder                                        |
| Marktplatz 4 (Standort)                                                                           | Ehemaliges Schulhaus | Zweigeschossiger Satteldachbau aus Rotsandstein, Mitte 19. Jahrhundert | D-6-71-122-63 Wikidata  | Ehemaliges Schulhaus                                  |
| Marktplatz 5 (Standort)                                                                           | Wohnhaus | Dreigeschossiger Satteldachbau mit Durchfahrt und Pforte, klassizistisch, 19. Jahrhundert | D-6-71-122-64 Wikidata  | weitere Bilder                                        |
| Marktplatz 6 (Standort)                                                                           | Hofanlage, Wohnhaus | Zweigeschossiger giebelständiger Satteldachbau mit Fachwerkobergeschoss mit überbauter Tordurchfahrt, um 1600 | D-6-71-122-65 Wikidata  | weitere Bilder                                        |
| Marktplatz 8 (Standort)                                                                           | Ackerbürgerhaus | Zweigeschossiger giebelständiger Satteldachbau mit Schopfwalm und Fachwerkobergeschoss, 1533 | D-6-71-122-66 Wikidata  | weitere Bilder                                        |
| Marktplatz 9 (Standort)                                                                           | Wohnhaus | Zweigeschossiges Fachwerkgiebelhaus mit traufseitigem Trakt, 18. Jahrhundert | D-6-71-122-67 Wikidata  | weitere Bilder                                        |
| Mühlstraße 1 (Standort)                                                                           | Schule | Zweigeschossiger Walmdachbau mit Mittelrisalit und geschwungenem Giebel, unverputzte Sandsteinquader, Neurenaissance, bezeichnet „1907“ Einfriedung | D-6-71-122-70 Wikidata  | weitere Bilder                                        |
| Mühlstraße (Standort)                                                                             | Bildstock | Siebte Station der Sieben Fußfälle Christi, Reliefdarstellung der Geißelung Christi, roter Buntsandstein, 1. Hälfte 18. Jh. | D-6-71-122-56 Wikidata  | BW                                                    |
| Niedernberger Straße (Standort)                                                                   | Katholische Heilig-Kreuz-Kapelle                                                                                         | Halbwalmdachbau mit Eckquaderung und Dachreiter, 1513, erweitert durch Choranbau 1743; mit Ausstattung | D-6-71-122-73 Wikidata  | weitere Bilder                                        |
| Nähe Niedernberger Straße (Standort)                                                              | Bildstock | Runder Schaft mit vierseitigem Aufsatz und Bekrönungskreuz | D-6-71-122-72 Wikidata  | BW                                                    |
| Niedernberger Weg (Standort)                                                                      | Bildstock | Viereckiger gefaster Schaft mit vierseitigem Aufsatz und Bekrönungskreuz, Rotsandstein, bezeichnet „1908“ | D-6-71-122-75 Wikidata  | Bildstock                                             |
| Nilkheimer Rain (Standort)                                                                        | Bildstock, vierte Station der Sieben Fußfälle Christi                                                                    | Reliefdarstellung der Geißelung Christi, roter Buntsandstein, erste Hälfte 18. Jahrhundert | D-6-71-122-99 Wikidata  | BW                                                    |
| Nähe Ostendstraße; an der Straße nach Aschaffenburg, nähe Stadtbrücke (Standort)                  | Säulenbildstock | Mit vierseitigem Aufsatz und geschwungenen Giebelchen, Sandstein, 1771 | D-6-71-122-94 Wikidata  | Säulenbildstock                                       |
| Pestalozzistraße 3 (Standort)                                                                     | Bauernhof, Wohnhaus | Zweigeschossiger Walmdachbau aus Sandsteinquadern, Mitte 19. Jahrhundert. | D-6-71-122-76 Wikidata  | weitere Bilder                                        |
| Pestalozzistraße 3 (Standort)                                                                     | Bauernhof, Scheune und Nebengebäude sowie Hoftor                                                                         | | D-6-71-122-76 zugehörig | BW                                                    |
| Pfarrgasse 4 (Standort)                                                                           | Ackerbürgerhaus | Zweigeschossiger traufständiger Satteldachbau mit Fachwerkobergeschoss und rechteckiger Tordurchfahrt, erste Hälfte 19. Jahrhundert | D-6-71-122-78 Wikidata  | weitere Bilder                                        |
| Pfarrgasse 7 (Standort)                                                                           | Ackerbürgerhaus | Zweigeschossiges Fachwerkhaus mit Satteldach, 18. Jahrhundert Nebengebäude und Hofmauer aus Bruchsteinmauerwerk. | D-6-71-122-150 Wikidata | weitere Bilder                                        |
| Nähe Pflaumheimer Straße (Standort)                                                               | Bildstock | Mit gefastem Vierkantschaft und vierseitigem Aufsatz, Kreuzigungsreliefs, Sandstein, bezeichnet „1584“ | D-6-71-122-80 Wikidata  | BW                                                    |
| Pflaumheimer Straße 5 (Standort)                                                                  | Bildstock | Eingemauert, runder Schaft mit vierseitigem Aufsatz und Giebelchen, bezeichnet „Andreas Plüger“, Sandstein, wohl 17. Jahrhundert | D-6-71-122-79 Wikidata  | BW                                                    |
| Ringheimer Mühlstraße 51 (Standort)                                                               | Feldkreuz | Kruzifix über quaderförmigem Inschriftensockel, Dreinageltypus, Sandstein, 18. Jh., Kruzifix wohl erneuert | D-6-71-122-101 Wikidata | BW                                                    |
| Nähe Schaafheimer Straße (Standort)                                                               | Bildstock | Gefaster Vierkantschaft mit vierseitigem Aufsatz mit Giebelchen, Sandstein, wohl 18. Jahrhundert. | D-6-71-122-102 Wikidata | Bildstock                                             |
| Stadtweg; an der Straße nach Aschaffenburg (Standort)                                             | Altarbildstock | Mit Ädikulaaufbau und Nische, darin Pietà des 18. Jahrhunderts, 19. Jahrhundert | D-6-71-122-96 Wikidata  | Altarbildstock                                        |
| Stadtweg; Unterer Stadtweg, Gabelung Wiesweg (Standort)                                           | Bildstock | Runder Schaft mit vierseitigem Aufsatz und Giebelchen, Sandstein | D-6-71-122-107 Wikidata | BW                                                    |
| Stadtweg, am Unteren Stadtweg zwischen den Stationen (Standort)                                   | Bildstock | Schmaler runder Schaft mit vierseitigem Aufsatz und Giebelchen, Sandstein | D-6-71-122-98 Wikidata  | Bildstock                                             |
| Stadtsee (Standort)                                                                               | Bildstock, sechste Station der Sieben Fälle Christi                                                                      | Aufsatz mit Reliefdarstellung Jesus wird ausgezogen und ans Kreuz genagelt, roter Buntsandstein, erste Hälfte 18. Jahrhundert | D-6-71-122-106 Wikidata | Bildstock, sechste Station der Sieben Fälle Christi   |
| Stadtweg (Standort)                                                                               | Bildstock, fünfte Station der Sieben Fußfälle Christi                                                                    | Aufsatz mit Reliefdarstellung Christus das schwere Kreuz tragend, roter Buntsandstein, erste Hälfte 18. Jahrhundert | D-6-71-122-97 Wikidata  | Bildstock, fünfte Station der Sieben Fußfälle Christi |
| Turmstraße 9 (Standort)                                                                           | Hoftor | Rechteckig mit Satteldachabschluss und separater Pforte, bezeichnet „1725“ | D-6-71-122-83 Wikidata  | weitere Bilder                                        |
| Wallstädter Weg 30; Großwallstädter Weg, Einmündung Hainbergweg (Standort)                        | Flurkreuz | Würfelsockel mit gefastem Vierkantschaft, darauf Kruzifix, bezeichnet „1625“, Sandstein | D-6-71-122-90 Wikidata  | BW                                                    |
| Wallstädter Weg 54; Großwallstädter Weg, Feldabteilung „Unterm Offenberg“. (Standort)             | Bildstock | Kurzer, breit gefaster Vierkantschaft mit vierseitigem Aufsatz und Giebelchen, Sandstein | D-6-71-122-91 Wikidata  | BW                                                    |
| Zimmertal; Großwallstädter Weg, beim Eierbildstock (Standort)                                     | Bildstock | Runder Schaft mit vierseitigem Aufsatz, Giebelchen und Bekrönungskreuz, roter Buntsandstein, erneuert | D-6-71-122-89 Wikidata  | BW                                                    |
| am Rentweg/Stockstädter Weg ()                                                                    | Bildstock | nicht nachqualifiziert, im Bayerischen Denkmal-Atlas nicht kartiert | D-6-71-122-100          |                                                       |
| Höhenberg; am Oberwald (Standort)                                                                 | Kapelle St. Wendelin | Kleiner massiver Satteldachbau mit Eckquaderung und spitzbogigen Fenster- und Türöffnungen, bezeichnet „1607“ | D-6-71-122-87 Wikidata  | Kapelle St. Wendelin                                  |

### Pflaumheim
| Lage                                                                               | Objekt                                          | Beschreibung | Akten-Nr.                | Bild           |
| ---------------------------------------------------------------------------------- | ----------------------------------------------- | --- | ------------------------ | -------------- |
| An der Dorfmauer (Standort)                                                        | Ortsmauer                                       | Verbaut, in Teilen erhalten im Südosten und Nordwesten des Ortes | D-6-71-122-108 Wikidata  | BW             |
| Nähe Anna-Kapelle; auf einem Hügel zwischen Pflaumheim und Großostheim. (Standort) | Kapelle St. Anna                                | Satteldachbau, neugotisch, 1844/45 | D-6-71-122-122 Wikidata  | weitere Bilder |
| Auf der Stichel, Schaafheimer Straße (Standort)                                    | Bildstock                                       | Säulenschaft mit vierseitigem Aufsatz, Kreuzigung und Bekrönungskreuz, Sandstein, 1702                                                                                   | D-6-71-122-119 Wikidata  | BW             |
| Auf der Stichel (Standort)                                                         | Steinkreuz                                      | Sandstein, neben Bildstock von 1702 | D-6-71-122-120 Wikidata  | BW             |
| Borngasse 2a (Standort)                                                            | Schlussstein                                    | Mit Löwenkopf, bezeichnet „174“, eingemauert | D-6-71-122-111 Wikidata  | BW             |
| Breitfeldstraße 2 (Standort)                                                       | Altes Rathaus                                   | Zweigeschossiger Satteldachbau mit vorkragendem Fachwerkobergeschoss und offener Halle im Erdgeschoss, 1548, 1977–81 erneuert                                            | D-6-71-122-112 Wikidata  | Altes Rathaus  |
| Breitfeldstraße 11 a (Standort)                                                    | Hoftor                                          | 1723 | D-6-71-122-113 Wikidata  | BW             |
| Breitfeldstraße 16 (Standort)                                                      | Wohnhaus                                        | Zweigeschossiger giebelständiger Satteldachbau in Ecklage, mit verputztem vorkragenden Fachwerkobergeschoss und Hoftor mit Rundbogenfußgängerpforte, 17./18. Jahrhundert | D-6-71-122-114 Wikidata  | Wohnhaus       |
| Breitfeldstraße 19a (Standort)                                                     | Renaissanceportal                               | Zugemauert und im Schlussstein bezeichnet „1567“ | D-6-71-122-115 Wikidata  | BW             |
| Breitfeldstraße 26 (Standort)                                                      | Hoftor                                          | Zum Hof, mit rundbogiger Fußgängerpforte (zweitverwendet?), Sandstein, bezeichnet „DP 1726“                                                                              | D-6-71-122-116 Wikidata  | BW             |
| Nähe Großostheimer Straße (Standort)                                               | Bildstock, sogenannter Petersbildstock          | Auf quaderförmigem diamantiertem Inschriftensockel Säule mit Petrusfigur am Schaft und bekrönender Kreuzigungsgruppe, Sandstein,bezeichnet „1624“, Petrus 1975 erneuert  | D-6-71-122-151 Wikidata  | weitere Bilder |
| Kirchgasse 6 (Standort)                                                            | Katholische Pfarrkirche St. Georg und St. Lucia | Neubarocker Bau 1914, Chor von 1773 als Seitenkapelle erhalten; mit Ausstattung                                                                                          | D-6-71-122-117 Wikidata  | weitere Bilder |
| Kirchgasse 6, vor der Kirche (Standort)                                            | Kruzifix                                        | Sockel mit Reliefs, spätes 17. Jahrhundert | D-6-71-122-117 zugehörig | BW             |
| Mömlinger Straße 2 (Standort)                                                      | Bildstock                                       | Auf gefastem Pfeiler Kreuzdachaufsatz mit rundbogiger Nische und bekrönendem Kreuz, Sandstein, bez. 1591                                                                 | D-6-71-122-125 Wikidata  | weitere Bilder |
| Pflaumbachstraße 22 (Standort)                                                     | Wohnstallhaus                                   | Zweigeschossiges giebelständiges Fachwerkhaus mit Satteldach und Hofportal, 17./18. Jahrhundert                                                                          | D-6-71-122-109 Wikidata  | Wohnstallhaus  |
| Pflaumbachstraße 34, Ecke An der Dorfmauer (Standort)                              | Bildstock                                       | Ädikula, mit rundbogiger Nische und Pietà im Giebelfeld, Bruchstein gemauert und Sandstein, 1797                                                                         | D-6-71-122-110 Wikidata  | Bildstock      |
| Rathausstraße 10 (Standort)                                                        | Bauernhaus                                      | Zweigeschossiges giebelständiges Fachwerkhaus mit Tordurchfahrt im Anbau, 18. Jahrhundert                                                                                | D-6-71-122-118 Wikidata  | BW             |
| Nähe Wenigumstädter Straße (Standort)                                              | Friedhof                                        | 1830 angelegt, schmiedeeisernes Gitter um 1773, Friedhofsmauer mit Grabsteinen, 17./18. Jahrhundert                                                                      | D-6-71-122-124 Wikidata  | BW             |
| Wenigumstädter Straße (Standort)                                                   | Bildstock                                       | Mit Säulenschaft und vierseitigem Aufsatz, Sandstein, 1709 | D-6-71-122-121 Wikidata  | BW             |
| Wenigumstädter Straße 3 (Standort)                                                 | Bildstock                                       | Auf gefastem Pfeiler vierseitiger Kreuzdachaufsatz mit vergitterten Nischen und bekrönendem Kreuz, Sandstein, bez. 1520, Pfeiler erneuert nachqualifiziert               | D-6-71-122-123 Wikidata  | BW             |

### Wenigumstadt
| Lage                                                          | Objekt                                                     | Beschreibung | Akten-Nr.                | Bild                     |
| ------------------------------------------------------------- | ---------------------------------------------------------- | --- | ------------------------ | ------------------------ |
| Backhausstraße 1 (Standort)                                   | Wohnhaus                                                   | Zweigeschossiges giebelständiges Fachwerkhaus mit Satteldach, 18. Jahrhundert                                                                        | D-6-71-122-126 Wikidata  | Wohnhaus                 |
| Birkentannen; im Wald (Standort)                              | Bildstock, sogenannter Ottilienbildstock                   | Gemauerte Ädikula mit Lisenen, rundbogiger Nische und Satteldach, Sandstein, Ende 18. Jh., renoviert 1941                                            | D-6-71-122-144 Wikidata  | weitere Bilder           |
| Nähe Friedhofstraße (Standort)                                | Friedhof, Friedhofsmauer                                   | Mit eingelassenen Grabsteinen des 18. Jahrhunderts                                                                                                   | D-6-71-122-155 Wikidata  | BW                       |
| Nähe Friedhofstraße (Standort)                                | Friedhof, Friedhofskreuz                                   | Bezeichnet „1772“ | D-6-71-122-155 zugehörig | Friedhof, Friedhofskreuz |
| Friedrichstal; an der Straße nach Mömlingen (Standort)        | Wegkreuz                                                   | Inschriftensockel mit gerolltem Blattwerk, bezeichnet „1821“                                                                                         | D-6-71-122-145 Wikidata  | BW                       |
| Gräfental; nahe der Katzenbrücke (Standort)                   | Ädikulabildstock                                           | Inschriftensockel mit von Pilastern gesäumtem Nischenaufsatz, Giebel, bezeichnet „1795“                                                              | D-6-71-122-146 Wikidata  | weitere Bilder           |
| Hauptstraße 1, 3 (Standort)                                   | Säulenbildstock                                            | Mit vierseitigem Aufsatz und Bekrönungskreuz, Sandstein, bezeichnet „1630“                                                                           | D-6-71-122-127 Wikidata  | weitere Bilder           |
| Hauptstraße 9 (Standort)                                      | Ehemalige Pfarrkirche                                      | Schlichter Saalbau von 1719, 1903 profaniert, 1948/49 zum Feuerwehrhaus umgebaut, bezeichnet „1719“                                                  | D-6-71-122-128 Wikidata  | Ehemalige Pfarrkirche    |
| Hauptstraße 9 (Standort)                                      | Ehemalige Kirchhofmauer                                    | Mit eingemauerten Grabsteinen | D-6-71-122-128 Wikidata  | weitere Bilder           |
| Hauptstraße 10 (Standort)                                     | Wohnhaus                                                   | Zweigeschossiger giebelständiger Halbwalmdachbau mit Zierfachwerkobergeschoss, 1717                                                                  | D-6-71-122-129 Wikidata  | weitere Bilder           |
| Hauptstraße 18 (Standort)                                     | Rathaus                                                    | Zweigeschossiger giebelständiger Satteldachbau mit ursprünglich offener Halle, jetzt massives Erdgeschoss und reichem Zierfachwerkobergeschoss, 1584 | D-6-71-122-131 Wikidata  | weitere Bilder           |
| Hauptstraße 23 (Standort)                                     | Wohnhaus                                                   | Zweigeschossiger, giebelständiger Satteldachbau, Obergeschoss Fachwerk, 17./18. Jahrhundert                                                          | D-6-71-122-132 Wikidata  | Wohnhaus                 |
| Hauptstraße 31 (Standort)                                     | Bauernhof                                                  | Zweigeschossiger giebelständiger Satteldachbau mit überbauter Tordurchfahrt, Fachwerk, wohl 18. Jahrhundert                                          | D-6-71-122-133 Wikidata  | Bauernhof                |
| Hauptstraße 31 (Standort)                                     | Bauernhof, Nebengebäude                                    | Satteldachbau, Bruchstein mit Fachwerk, 18. Jahrhundert                                                                                              | D-6-71-122-133 zugehörig | Bauernhof, Nebengebäude  |
| Hauptstraße 34 (Standort)                                     | Hofanlage, Wohnhaus                                        | Zweigeschossiger giebelständiger Krüppelwalmdachbau, Nebengebäude und Scheune, Hofeinfahrt bezeichnet „1795“                                         | D-6-71-122-134 Wikidata  | Hofanlage, Wohnhaus      |
| Hauptstraße 60; Abzweigung Marienstraße (Standort)            | Katholische Kapelle Vierzehn Nothelfer                     | Kleiner Saalbau mit polygonalem Chor und Dachreiter, geweiht 1689, renoviert um 1900; mit Ausstattung                                                | D-6-71-122-136 Wikidata  | weitere Bilder           |
| Linsenbuckel, an einem Feldweg Richtung Pflaumheim (Standort) | Bildstock                                                  | Ädikula, Inschriftensockel, Aufsatz mit von Pilastern gerahmter rundbogiger Nische, Pietà im Giebelfeld, 1782                                        | D-6-71-122-147 Wikidata  | weitere Bilder           |
| Mosbacher Straße 1 (Standort)                                 | Ehemalige Schule                                           | Zweigeschossiger traufständiger Rotsandsteinquaderbau mit Satteldach, bezeichnet „1880“                                                              | D-6-71-122-154 Wikidata  | Ehemalige Schule         |
| Mosbacher Straße 2 (Standort)                                 | Katholische Pfarrkirche St. Sebastian                      | Neugotischer Bau von 1900/02; mit Ausstattung | D-6-71-122-135 Wikidata  | weitere Bilder           |
| Obere Straße (Standort)                                       | Brunnen mit heiligen Sebastian, Kriegerdenkmal für 1914/18 | Errichtet 1925 | D-6-71-122-137 Wikidata  | weitere Bilder           |
| Obere Straße 4, 6 (Standort)                                  | Hausgruppe                                                 | Zweigeschossige Wohnhäuser mit Satteldach, Fachwerk, wohl 18. Jahrhundert                                                                            | D-6-71-122-138 Wikidata  | BW                       |
| Obere Straße 8 (Standort)                                     | Wohnhaus                                                   | Zweigeschossiger Satteldachbau mit Fachwerk, bezeichnet „1765“                                                                                       | D-6-71-122-152 Wikidata  | BW                       |
| Obere Straße 10 (Standort)                                    | Fachwerkhaus                                               | Zweigeschossig, mit Satteldach, um 1800 | D-6-71-122-153 Wikidata  | BW                       |
| Obere Straße 10 (Standort)                                    | Hoftor                                                     | Um 1900 | D-6-71-122-153 zugehörig | BW                       |
| Obere Straße 30 (Standort)                                    | Wohnhaus                                                   | Zweigeschossiger giebelständiger Satteldachbau mit verputztem Fachwerk, 1730                                                                         | D-6-71-122-139 Wikidata  | Wohnhaus                 |
| Scharfeck 4 (Standort)                                        | Wohnhaus                                                   | Zweigeschossiger giebelständiger Satteldachbau, Fachwerk, 17./18. Jahrhundert                                                                        | D-6-71-122-141 Wikidata  | BW                       |
| Untere Straße 3, 5 (Standort)                                 | Wohnhaus                                                   | Zweigeschossiger giebelständiger Satteldachbau mit Anbau, 18. Jahrhundert                                                                            | D-6-71-122-142 Wikidata  | BW                       |
| Waldstraße; Ecke Deichselspfad (Standort)                     | Bildstock                                                  | Sandsteinädikula mit Pietà, Ende 18. Jahrhundert | D-6-71-122-156 Wikidata  | weitere Bilder           |
| Waldstraße (Standort)                                         | Bildstock                                                  | Sandsteinsäule mit Nischenaufsatz, bezeichnet „1627“                                                                                                 | D-6-71-122-1 Wikidata    | BW                       |
| An der Kandelskehre (Standort)                                | Bildstock                                                  | Gemauerter Aufbau mit Satteldach, Stichbogennische und angefügtem Stipes, Stein, wohl 19. Jh.                                                        | D-6-71-122-143           | BW                       |

## Ehemalige Baudenkmäler nach Ortsteilen
In diesem Abschnitt sind Objekte aufgeführt, die früher einmal in der Denkmalliste eingetragen waren, jetzt aber nicht mehr. Objekte, die in anderem Zusammenhang also z. B. als Teil eines Baudenkmals weiter eingetragen sind, sollen hier nicht aufgeführt werden. Aktennummern in diesem Abschnitt sind ehemalige, jetzt nicht mehr gültige Aktennummern.

### Großostheim
| Lage                                         | Objekt                            | Beschreibung                                                                          | Akten-Nr.              | Bild                              |
| -------------------------------------------- | --------------------------------- | ------------------------------------------------------------------------------------- | ---------------------- | --------------------------------- |
| Breite Straße 1 (Standort)                   | Vgl. Ensemble Marktplatz          | nicht nachqualifiziert                                                                | D-6-71-122-11 Wikidata | BW                                |
| Grabenstraße gegenüber 2-20 (Standort)       | Friedhofsmauer, im Kern Ortsmauer | 15./16. Jahrhundert; nicht nachqualifiziert                                           | D-6-71-122-34 Wikidata | Friedhofsmauer, im Kern Ortsmauer |
| Hungersberg; vor alter Heiligkreuzkapelle () | Bildstock                         | Runder Schaft mit vierseitigem Aufsatz und Reliefdarstellungen, Bekrönungskreuz, 1679 | D-6-71-122-86 Wikidata |                                   |
| Kuhpforte ()                                 | Drippelkapelle                    | 1517; siehe Grabenstraße; nicht nachqualifiziert                                      | D-6-71-122-58 Wikidata |                                   |
| Pfarrgasse 2 (Standort)                      | Vgl. Ensemble Marktplatz          |                                                                                       | D-6-71-122-77 Wikidata | BW                                |
| Riegelstraße 33 (Standort)                   | Bildstock                         | 1575                                                                                  | D-6-71-122-82 Wikidata | BW                                |